# Źródło Miłości w Ojcowie

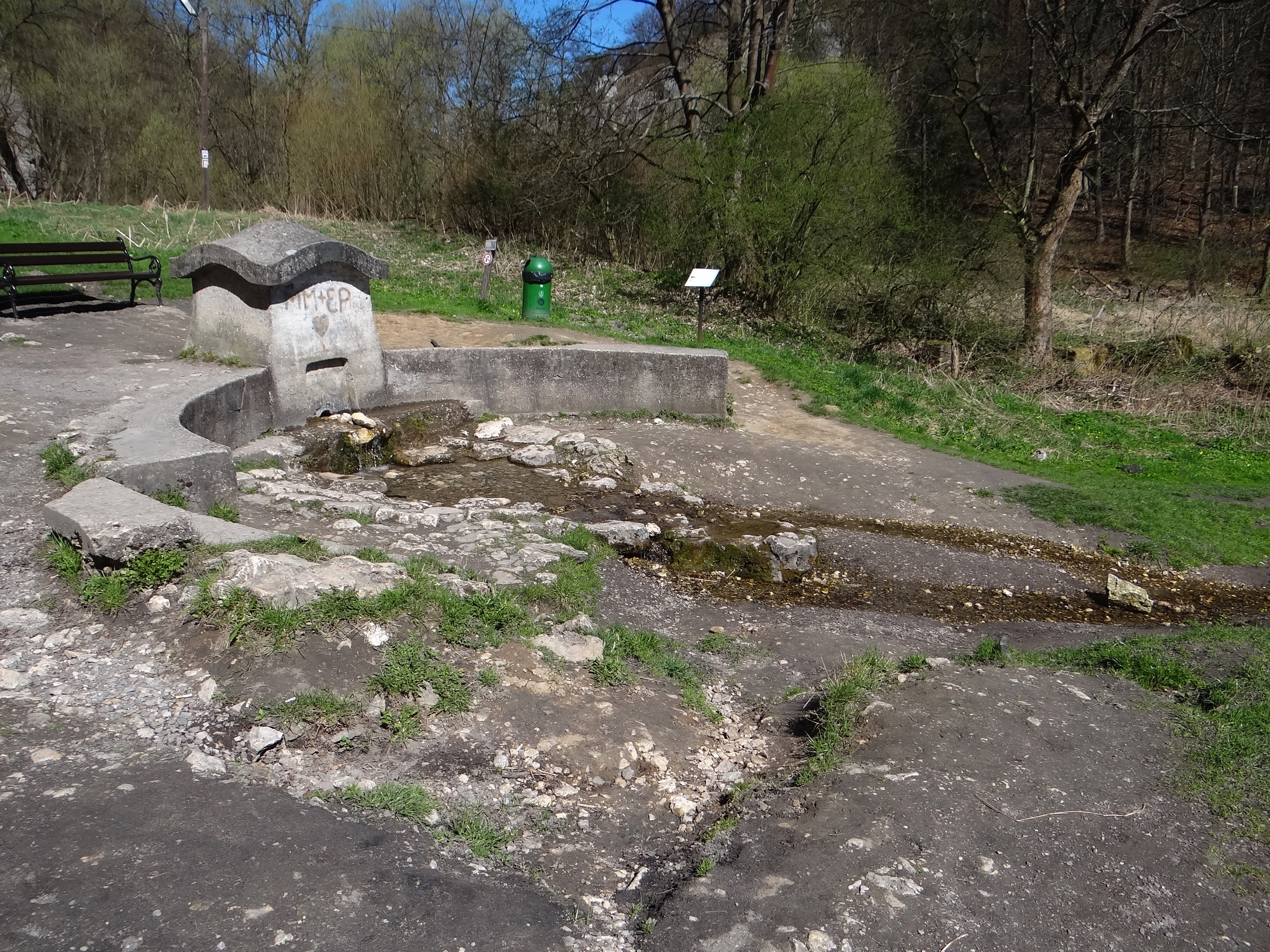

Źródło Miłości – źródło w Dolinie Prądnika w Ojcowskim Parku Narodowym. Znajduje się przy drodze poniżej Bramy Krakowskiej i skały z Jaskinią Krowią. Odwadnia obszar dolinek za Bramą Krakowską. Naturalnie źródło wypływało przy lewej skale Bramy Krakowskiej. W okresie międzywojennym wodę z tego źródła pobierała wytwórnia wód mineralnych, która przekopem przesunęła ujęcie wody. Wytwórnię zlikwidowano około 1960 roku, a następnie wypływ obudowano, stąd też na tablicy informacyjnej przy źródle jest napis Źródło Miłości wtórne.
Nazwa źródła jest stosunkowo nowa. Wymyślili ją przewodnicy oprowadzający turystów po Ojcowskim Parku Narodowym.
Jest to źródło grawitacyjne położone na wysokości 308 m n.p.m. Ma wydajność 0,7-2 l/s, temperatura wody wynosi 9,2 °C, mineralizacja 400g/l, odczyn lekko zasadowy 7,3 pH. W źródle występuje skorupiak studniczek tatrzański (Niphargus tatrensis) i okrzemki. Brak roślinności wodnej.
Około 150 m poniżej znajduje się Źródło pod Świerkami. Badania przeprowadzone w maju 2009 r. w obydwu źródłach wykazały przydatność wody do picia, ale już w lipcu tego roku stwierdzono w wodzie przekroczenie dopuszczalnej ilości bakterii Escherichia coli, czyli niezdatność wody do picia.